# 陳貽權
拿督 陳貽權 DPMP AMN（1940年9月24日—），已退役馬來西亞男子羽球運動員，出生於英屬馬來亞霹靂州怡保，曾在1960年代多次代表馬來西亞參加世界各地的羽球比賽。
陳貽權雖然具有不錯的單打實力（他在1964年贏得了日本的“世界邀請賽”冠軍，並在1966年的全英羽球錦標賽第一輪擊敗了厄蘭·科普斯），但他主要還是一名雙打選手，曾與伍文美搭檔贏得許多重要的國際冠軍。他與當時大多數亞洲球員相比更為孔武有力，被譽為在比賽中最難應付的對手。他在1965年和1966年連續贏得了令人垂涎的全英男子雙打冠軍。1967年，他作為馬來西亞代表隊的一員贏得湯姆斯盃（男子國際團體賽）。
受到背部問題的困擾而在1970年退役，1972年至1973年曾再度短暫效力國家隊。1979年至1984年曾經擔任馬來西亞國家羽毛球隊總教練，並曾擔任兩年馬來西亞羽毛球協會技術顧問。1998年入選世界羽球名人堂。退出羽球圈之後，他又去學習高爾夫球，長達13年待在馬來西亞高爾夫球國家隊。
他現在住在馬來西亞半島西海岸的邦咯島，經營一家島嶼度假村，名為「海景酒店度假村」。